# فرانک هول
فرانک هول (انگلیسی: Frank Hole؛ زادهٔ) باستان‌شناس و مستشرق آمریکایی است که برای مساعی‌اش در زمینهٔ ایران پیش از تاریخ، ریشه‌های انقلاب نوسنگی، و باستانی‌شناسی مردمان رمه‌گردان شناخته می‌شود. او استاد بازنشستهٔ دانشگاه ییل است.